# Eupithecia corrasa
Eupithecia corrasa là một loài bướm đêm trong họ Geometridae.